# Kierzków (przystanek kolejowy)
Kierzków – nieczynny przystanek kolejowy w Kierzkowie w województwie zachodniopomorskim, w Polsce.